# Österbottniska nationen, Åbo
För den historiska Österbottniska nationen, se Österbottniska avdelningen.
Österbottniska Nationen, ÖN, är en nation vid Åbo Akademi. Den grundades 1926 och fungerar som ett medel för de österbottniska studenterna vid Åbo Akademi att hålla kontakten med varandra och sina rötter genom varierande verksamhet.
Österbottniska Nationen Vid Åbo Akademi r.f. är en tvärvetenskaplig specialförening vid Åbo Akademis Studentkår. Till programmet hör bland annat fester, kontakter med vänföreningar samt idrottsverksamhet. Nationen är på Akademin bland annat känd för sina stora fester som ofta lockar fler deltagare än det finns medlemmar i Nationen. Förutom den traditionella årsfesten bör också nämnas plättfesten som är en traditionell fest med långväga besökare. Nationen har även en egen medlemstidning, "Blade", som utkommer 4 gånger per år. Nationen leds av en styrelse på åtta personer, vilken väljs årligen. Nationens symbol är en hermelin och personer som gjort förtjänstfullt arbete för nationens bästa kan bli dubbade till Riddare av Hermelinorden.
Vid Åbo Akademi finns inget nationsobligatorium, endast kårobligatorium. Nationerna är därför relativt små och trots att Österbottniska nationen är den största vid Åbo Akademi hade den i slutet av 2009 knappa 300 medlemmar.

## Vännationer
Idag har Österbottniska nation aktiva kontakter med sina vännationen Vasa nation vid Helsingfors universitet.